# Reprezentacja Nowej Zelandii w piłce siatkowej kobiet
Reprezentacja Nowej Zelandii w piłce siatkowej kobiet to narodowa reprezentacja tego kraju, reprezentująca go na arenie międzynarodowej.

## Udział i miejsca w imprezach

### Mistrzostwa Azji
| Rok  | Kraj            | Miejsce      |
| ---- | --------------- | ------------ |
| 1975 | Australia       | 5. miejsce   |
| 1979 | Chiny           | brak udziału |
| 1983 | Japonia         | 9. miejsce   |
| 1987 | Chiny           | 4. miejsce   |
| 1989 | Hongkong        | brak udziału |
| 1991 | Tajlandia       | 10. miejsce  |
| 1993 | Chiny           | 11. miejsce  |
| 1995 | Tajlandia       | 7. miejsce   |
| 1997 | Filipiny        | brak udziału |
| 1999 | Hongkong        | brak udziału |
| 2001 | Tajlandia       | 8. miejsce   |
| 2003 | Wietnam         | 10. miejsce  |
| 2005 | Chiny           | brak udziału |
| 2007 | Tajlandia       | 11. miejsce  |
| 2009 | Wietnam         | brak udziału |
| 2011 | Chińskie Tajpej | brak udziału |